# یامی (خواننده)
یامی (انگلیسی: Yamy؛ زادهٔ ۷ اکتبر ۱۹۹۱) خواننده، خواننده رپ، و رقصنده اهل چین است. وی از سال ۲۰۱۷ میلادی تاکنون مشغول فعالیت بوده است.